# Ладиженський Микола Романович
Мико́ла Рома́нович Лади́женський (* 15 (28) березня 1906, село Літиня, Австро-Угорщина, нині Дрогобицький район Львівська область — † 11 травня 1975, Львів) — український геолог. Доктор геолого-мінералогічних наук (1955). Професор (1956). Член-кореспондент АН УРСР (1972).

## Життєпис
Микола Романович Ладиженський народився 28 березня 1906 року в селі Літиня (нині Дрогобицького району Львівської області) в сім'ї священика. Навчався у Самбірській гімназії, яку закінчив 1926 року. Далі навчався у Краківській гірничій академії, по закінченні якої 1936 року одержав диплом гірничого інженера.
Трудова діяльність Микола Романович розпочав 1937 року в нафтовому акціонерному товаристві «Піонер» у Львові, де працював геологом, а згодом головним геологом. 1940 року на базі цього товариства було організовано трест «Укрнафторозвідка», в якому Ладиженський продовжував працювати.
Від 1941 року Микола Романович працює в акціонерному товаристві «Карпатенель» у Бориславі, а від 1944 року — старшим геологом тресту «Укрнафторозвідка» у Львові.
1951 року Ладиженського перевели в щойно створений Інститут геології корисних копалин АН УРСР (нині Інститут геології і геохімії горючих копалин НАН України) на посаду заступника директора з наукової роботи.
1959 року Микола Романович очолив відділ геології нафтових і газових родовищ, реорганізований 1963 року у відділ регіональної геології нафтогазоносних областей УРСР. Після його ліквідації, від 1969 року до останніх днів життя очолював у цьому інституті новостворений відділ горючих сланців.
Починаючи з 1945 року, Микола Ладиженський науково-організаційну діяльність поєднував з викладацькою роботою на нафтовому факультеті Львівського політехнічного інституту, де обіймав посади від асистента, старшого викладача, доцента до професора.
На основі великого фактичного матеріалу, який учений збирав тривалий час, обробки даних буріння і геофізичних досліджень, 1955 року Микола Ладиженський захистив докторську дисертацію. У ній викладено нові аргументовані уявлення про геологічну будову, тектонічне районування, нафтогазоносність та історію геологічного розвитку Карпат і Передкарпатського прогину. Монографія «Геологія і нафтогазоносність Радянського Передкарпаття» (1955) тривалий час була настільною книгою і довідником усіх карпатських геологів.
Помер Микола Романович Ладиженський 11 травня 1975 року у Львові на 70-му році життя.